# Satyrus iberica
Satyrus iberica är en fjärilsart som beskrevs av Charles Oberthür 1907. Satyrus iberica ingår i släktet Satyrus och familjen praktfjärilar. Inga underarter finns listade.